# Фронт освобождения Юры
Фронт освобождения Юры (фр. Front de Libération du Jura) — молодёжное политическое движение в Швейцарии, действовавшее в 1962–1993 годах.
Движение начало оформляться в 1960-е годы, когда активность борцов за независимость кантона Юра стала наиболее заметной. Ещё до оформления в середине 1970-х годов как сепаратистского движения, выступающего за отделение франкоговорящих областей кантона Берн и образования независимого кантона Юра, активистами были совершены различные провокационные акции против «пробернски» настроенных граждан кантона Берн: взрывались телеграфные столбы, совершались покушения на военные сооружения и крестьянские дворы. В названии движения видна явная отсылка к «Фронту национального освобождения Алжира», так как именно в это время закончилась алжирская война.

## История
На земельной выставке в Лозанне в 1964 году впервые проявила себя организация «Bélier» (пер. с фр. «тараны»), состоявшая в основном из агрессивно настроенных молодых людей. Группа молодых людей умело воспользовалась днем кантона Берн для того, чтобы на глазах у изумленной публики провозгласить требования «освобождения» Юры от бернского господства. В этом же году в Ле Ранжье, во время церемонии у памятника, напоминающего о выдвижении швейцарской армии к французской границе во время Первой мировой войны, активисты этой же группы освистали представителей бернского правительства и тогдашнего министра обороны, федерального советника П. Шоде. В январе 1967 года активисты этой группировки проникли на новогодний дипломатический прием в Берне и развернули транспарант с надписью «Свободная Юра», изрядно удививший иностранный дипломатов. 1 апреля 1968 года молодые юрассистские сепаратисты организовали на лугу Рютли свой альтернативный национальный праздник.
В 1979 году члены движения проводят несколько громких акций, направленных на привлечение внимания к положению франкоговорящей общины Швейцарии.